# 中街街道 (石嘴山市)
中街街道，是中华人民共和国宁夏回族自治区石嘴山市惠农区下辖的一个乡镇级行政单位。

## 行政区划
中街街道下辖以下地区：
金融社区、一号井社区、中街社区、陶瓷社区和星火社区。